# 山东省社会科学界联合会
山东省社会科学界联合会（简称山东省社科联），是中华人民共和国山东省社会科学指导管理、组织联络、协调服务工作者组成的学术性人民团体。中共山东省委常委、宣传部长通常兼任山东省社科联主席。

## 历史沿革
1960年8月，中共山东省委批准建立山东省哲学社会科学联合会筹委会（简称山东省社联）。时任省委宣传部副部长周南兼任主席。该组织负责指导省级学会工作（山东省历史学会等），同时又负责科研管理工作。1966年，与山东省哲学社会科学研究所合署办公，为正厅级事业单位。
文化大革命开始后，筹委会被迫停止工作。1972年，机构撤销。
1980年12月，中共山东省委决定恢复山东省哲学社会科学联合会筹委会。1981年12月3日至6日，在济南召开山东省社会科学界第一次代表大会，讨论通过《山东省社会科学联合会章程》，宣告成立山东省社会科学联合会（简称山东省社联）。1986年6月14日，中共山东省委同意省社联与社科院单独成立党组。
1992年10月30日，召开山东省社会科学界第三次代表大会，通过新的章程，确定将组织名称更改为山东省社会科学界联合会。

## 组织机构
机关处室
- 办公室
- 研究室
- 组织联络部
- 机关党委
- 学术部
- 科普部
- 社科团体部

直属事业单位
- 《山东社会科学》杂志社
- 山东省社会科学发展交流中心

## 历届组成人员

### 第一届
- 任期：1981年12月－1987年9月
- 主席：李书厢
- 副主席：蒋捷夫、许森、徐杰、王海天、宋毅、袁驼、刘华南、孟方、田仲济、王仲荦、殷孟伦、于政辉、孟献村、张文杰、季星如、林江
- 秘书长：林江（兼）

### 第二届
- 任期：1987年9月－1992年10月
- 主席：苗枫林
- 副主席：王欣、王海天、刘蔚华、张文杰、陈之安、陈龙飞、迟范民、林江、季星如、周冀苍、郭长才、梁自洁、黄澍霖
- 秘书长：包心鉴

### 第三届
- 任期：1992年10月－1998年
- 主席：刘蔚华
- 副主席：赵锦良、梁自洁、刘守璞、林书香、黄可华、钱友璋、卢希悦、王礼训、迟范民、周冀苍、卢培琪、乔幼梅、陈建坤、陶滋年
- 秘书长：陶滋年（兼）

### 第四届
- 任期：1998年－2003年
- 主席：王修智
- 副主席：
- 秘书长：李海萍

### 第五届
- 任期：2003年－2009年8月
- 主席：朱正昌
- 副主席：
- 秘书长：高航

### 第六届
- 任期：2009年8月－2015年12月
- 主席：李群[4]
- 副主席：刘德龙、徐向红、孙建生、蒿峰、张华、郭建磊、崔建海、商志晓、林兆谦、李海萍、薛庆国、周忠高、陈炎、戚万学
- 秘书长：孙淑娜

### 第七届
- 任期：2015年12月－2021年2月
- 主席：孙守刚[5] → 王清宪（2017年12月－2018年5月） → 于杰（2020年8月－）
- 副主席：林建宁、徐向红、刘险峰、唐洲雁、郭建磊、赵强、郝宪印、于书良、于洪文、周忠高、张宏明、孙淑娜、胡金焱、张文新
- 秘书长：张伟红

### 第八届
- 任期：2021年2月－
- 主席：于杰[6]（－2021年6月）
- 副主席：刘致福、张伟红、杨宗杰、胡金焱、孙殿义、袁红英、万光侠、邢占军、李合亮、胡钦晓、王巨新、谢申祥
- 秘书长：曲艺